# Майдаково
Майдако́во  — село, административный центр Майдаковского сельского поселения в Палехском районе Ивановской области Российской Федерации. Российский центр по производству комплектующих для швейной промышленности.

## Этимология
Происхождение топонима "Майдаково" уходит в глубь веков, и требует отдельного исследования.
Существующее местное предание, о том, что будто бы название села возникло от татарского хана Майдака – якобы "ставка которого много веков назад находилась недалеко от села", не выдерживает критики, так как в числе татарских имён не показано имя  Майдак.
Согласно научной версии, название села произошло от личного имени первопоселенца этих мест – некоего крестьянина, звавшегося Майдак, или от его фамильного прозвания – Майдаков, от которого возникло название – деревня Майдакова. О существовании русской фамилии Майдаков свидетельствуют списки фамилий на интернет-ресурсах сайтов ОБД-Мемориал и Память народа, где данная фамилия показана, в частности в Нижегородской и Вологодской областях.

## История
О дате основания "Майдаково", как и других подробностей о его ранней истории сведений не имеется. Достоверно известно, бурное развитие селения началось с 1873 года, когда здесь – между деревнями Майдаково и Теплово, на берегу речки Люлех – купец и предприниматель И. С. Лепахин основал Синькалевый завод .
Начиная с 1727 – в течение двух столетий – до 1929 года,  Майдаково в составе Болотновской волости Юрьевецкого уезда Костромской губернии Российской империи.
По сведениям 1870-1872 гг., опубликованным Центральным статистическим комитетом Министерства внутренних дел в 1877 г., «Костромской  губернии, Юрьевецкого уезда, I-го стана, Майдаково, деревня, — при речке Люлех; от уездного центра 103 версты, от становой квартиры 33 вёрст; число дворов 83, число жителей: мужского пола — 276 чел., женского пола — 297 чел. Заводов химических – 4, крахмальных – 1, красильных – 2».
В советский период, после нового государственного административно-территориального размежевания в СССР – с 1935 года  с. Майдаково в составе Палехского района Ивановской области РСФСР (c 1991 – Российская Федерация).

## Православный храм

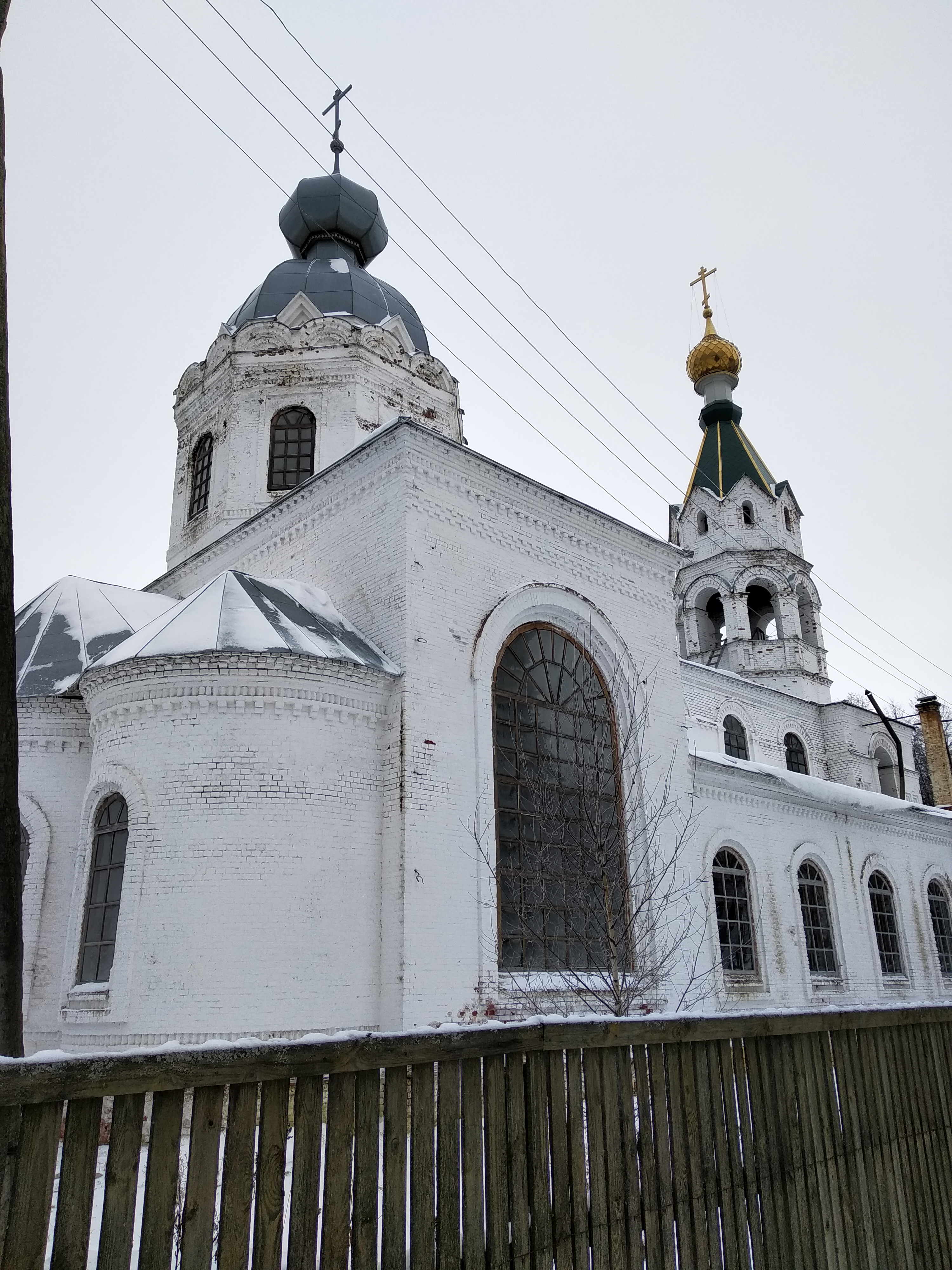

Петропавловский храм в Майдакове построен из кирпича в 1906 году, взамен существовавшего здесь с 1883 года деревянного Ильинского храма, сгоревшего от пожара. Инициатором постройки нового храма был выпускник Костромской духовной семинарии, народный учитель Павел Юницкий, заведовавший ремесленными классами в сельской «народной школе» в Майдакове. Строительство нового храма осуществилось «на пожертвования доброхотных дателей», а также на вложения богатых купцов и заводчиков М. С. Лепахина и Н. М. Красильщикова.
При советской власти — в период с 1918 по 1938 год — храм оставался действующим; в приход Петропавловской церкви входили четыре близлежащих селения, прихожан было 748 мужского и 836 женского пола.
В 1938 году по решению советских властей церковь была закрыта и осквернена. С храма были брошены колокола, отправленные на переплавку («на нужды народного хозяйства»). В нём на два года (1939—1941) разместились производственные мастерские сельской школы ФЗУ, затем в 1941—1946 годах находился склад. В 1950-е годы предпринимались попытки полностью разобрать храм, но была разрушена лишь звонница и купол над алтарём. Более чем 60 лет здание храма не использовалось по своему прямому назначению, пустовало — вследствие чего сильно обветшало.
В 2004 году на собранные средства от прихожан и другие пожертвования были отлиты и установлены церковные колокола; восстановлены купол храма, частично колокольня (кроме шатра), сделан временный алтарь. Церковь вновь стала действующей, с тех пор в ней регулярно проходят службы.

## Население
| 1872 | 1897 | 1907 | 2002  | 2010  |
| ---- | ---- | ---- | ----- | ----- |
| 573  | ↗683 | ↗692 | ↗1669 | ↘1515 |

## Экономика
В селе имеется достаточно крупное промышленное предприятие — ООО «Майдаковский завод» (ныне - дочернее предприятие Подольского ОАО «Зингер»), выпускающий оборудование и запасные части для швейной промышленности. На предприятии работает около 600 человек.
Ранее в селе существовали хлебозавод и молокозавод.

## Инфраструктура
В селе имеется средняя школа, музыкальная школа, детский сад, отделение общей врачебной практики, центр социального обслуживания, аптека, отделение связи, стадион, танцплощадка, клуб с библиотекой, парк, сквер.

## Достопримечательности
- Храм Во имя святых апостолов Петра и Павла — памятник русской церковной архитектуры начала XIX века[15].
- Дом заводчика Лепахина — объект историко-культурного наследия[16].
- Парк Победы, на территории которого установлены памятные доски с именами погибших воинов-земляков, участников Великой Отечественной войны[17].